# Сладкое (Гуляйпольский район)
Сладкое (укр. Солодке) — село,
Успеновский сельский совет,
Гуляйпольский район,
Запорожская область,
Украина.
Код КОАТУУ — 2321887508. Население по переписи 2001 года составляло 139 человек.

## Географическое положение
Село Сладкое находится в 2,5 км от левого берега реки Янчур,
на расстоянии в 3 км от села Успеновка.
По селу протекает пересыхающий ручей с запрудой.